# Хуан Карлос Вільямайор
Хуан Карлос Вільямайор Медіна (ісп. Juan Carlos Villamayor Medina, нар. 5 березня 1969, Парагвай) — парагвайський футболіст, що грав на позиції захисника.
Виступав, зокрема, за клуби «Серро Портеньйо» та «Спорт Колумбія», а також національну збірну Парагваю.

## Клубна кар'єра
У дорослому футболі дебютував 1991 року виступами за команду клубу «Гуарані», в якій провів два сезони. 
Своєю грою за цю команду привернув увагу представників тренерського штабу клубу «Серро Портеньйо», до складу якого приєднався 1994 року. Відіграв за команду з Асунсьйона наступні два сезони своєї ігрової кар'єри.
Згодом з 1996 по 2001 рік грав у складі команд клубів «Корінтіанс», «Серро Портеньйо», «Атлетіко Селая», «Олімпія» (Асунсьйон), «Авіспа Фукуока», та «Чакаріта Хуніорс».
2002 року перейшов до клубу «Спорт Колумбія», за який відіграв 4 сезони. Завершив професійну кар'єру футболіста виступами за цю команду в 2006 році.

## Виступи за збірну
1993 року дебютував в офіційних матчах у складі національної збірної Парагваю. Протягом кар'єри у національній команді, яка тривала 5 років, провів у формі головної команди країни 18 матчів, забивши 3 голи.
У складі збірної був учасником розіграшу Кубка Америки 1993 року в Еквадорі, розіграшу Кубка Америки 1995 року в Уругваї, розіграшу Кубка Америки 1997 року у Болівії.